# Aspericreta crassatina
Aspericreta crassatina is een mosdiertjessoort uit de familie van de Smittinidae. De wetenschappelijke naam van de soort is, als Smittia crassatina, voor het eerst geldig gepubliceerd in 1904 door Waters.